# Alojzij Res
Alojzij Res (Gorizia, 1º luglio 1893 – Venezia, 17 maggio 1936) è stato uno storico della letteratura sloveno.

## Biografia
Di origini modeste, dopo il ginnasio studiò al Seminario centrale di Gorizia, più per necessità economica che per vocazione religiosa. Appassionato di letteratura, nel 1909 pubblicò V noči ("Di notte") e si avvicinò alla corrente della Slovenska moderna. Del 1916 è il capolavoro narrativo Ob Soči ("Dall'Isonzo"), che gli valse un impiego al Kriegspressequartier, l'ufficio di propaganda dell'Alto comando imperial-regio. L'opera, tradotta per la prima volta in italiano dall'Istituto giuliano di storia, cultura e documentazione nel 2021, racconta gli inizi della prima guerra mondiale sulla frontiera italo-austriaca.

Dopo gli studi a Firenze, nel 1921 divenne redattore dell'edizione slovena di un volume su Dante, con saggi di studiosi sloveni e italiani, in occasione del seicentenario della morte del poeta. In tale veste si rivelò un mediatore culturale di popoli che erano rimasti segnati dalle tensioni della prima guerra mondiale. Al contrario del fascismo che tendeva ad appropriarsi dell'eredità culturale del Sommo Poeta in chiave nazionalistica, Res scriveva 
()
Insegnò slavistica all'Università Ca' Foscari sino alla precoce morte sopraggiunta nel 1936.

## Opere
- (SL)  Dante: 1321-1921, Ljubljana, 1921
  - Dante: raccolta di studi, a cura di Alojzij Res, Gorizia, G. Paternolli, 1923
- (SL)  Ob Soči: vtisi in občutja iz mojega dnevnika, Nova Gorica, Branko, 1993
  - Dall'Isonzo: diario di impressioni e sentimenti, traduzione, note e commento di Remo Castellini, Trieste, Istituto giuliano di storia cultura e documentazione, 2021